# Timoteu d'Anaflist
Timoteu (grec antic: Τιμόθεος, llatí: Timotheus), fill de Conó, fou un militar atenès nadiu del dem d'Anaflist, i potser membre de la família sacerdotal dels Eumòlpides. Ateneu de Nàucratis diu que la seva mare era una hetera tràcia, però no és gaire segur. Del seu pare va heretar una gran fortuna.
Per una entrevista amb Isòcrates la seva ment es va dirigir a alts objectius. El 378 aC fou fet general junt amb Càbries i Cal·lístrat; segurament mentre aquest darrer era a Beòcia els seus dos col·legues van dirigir la flota i van imposar l'entrada d'Eubea i altres illes a la confederació dirigida per Atenes.
Timoteu fou enviat amb 60 vaixells a rodejar el Peloponnès a petició dels tebans, per prevenir una invasió espartana de Beòcia; va assolar Lacònia i va arribar a Corcira que va fer entrar a l'aliança atenenca; per les seves mesures moderades i el seu caràcter dialogant va aconseguir també l'entrada de Cefal·lènia i Acarnània a la confederació mitjançant negociacions, i tanmateix la del rei Àlcetes I de l'Epir. Esparta va enviar contra ell a una flota dirigida per Nicòloc, i aquest fou derrotat per Timoteu a Alízia, a la costa d'Acarnània. Va rebre reforços de Corcira i va tenir el control de la mar tot i la manca de fons que patia (atès que només se li havien donat 30 talents al sortir).
L'any següent, 377 aC, es va fer la pau entre Atenes i Esparta i Timoteu fou cridat a la seva pàtria. Pel camí va parar a l'illa de Zacint on va restaurar als exiliats demòcrates que li havien demanat ajut; el partit oligàrquic de l'illa es va queixar a Esparta, i la manca de resposta de la queixa presentada a Atenes va provocar la represa de la guerra.
El 373 aC fou nomenat comandant de 60 vaixells destinar a actuar contra Mnasip a Corcira, però no va poder passar a la mar Adriàtica i va restar a la mar Egea col·lectant diners i homes. En aquesta expedició va fer amistat amb Amintes rei de Macedònia; el perill de la pèrdua de Corcira era imminent i Timoteu fou acusat per Ifícrates i Cal·lístrat i deposat del seu comandament, havent de tornar a Atenes per ser jutjat (tardor del 373 aC). Fou absolt mercès a la intervenció de Jasó de Feres i Àlcetes I de l'Epir que van anar a Atenes per intercedir a favor seu. Com acusador hi havia Apol·lodor, fill del banquer Pasió d'Atenes, i el seu discurs el va escriure Demòstenes. En aquest temps va passar problemes econòmics i va haver de demanar un préstec (al banquer Pasió).
El 372 aC va entrar al servei d'Artaxerxes II de Pèrsia que el va enviar contra Nectanebos d'Egipte; de les operacions militars no en queda record.
El 367 aC tornava a servir a Atenes i fou enviat en ajut d'Ariobarzanes de Dascilios sàtrapa de la Frígia Hel·lespòntica però quan va arribar i va saber que estava revoltat contra Artaxerxes, va refusar servir-lo. En canvi va atacar Samos, ocupada per una guarnició persa dirigida per Ciprotemis i si va tenir algun escrúpol, fou eliminat quan va saber que Artaxerxes afavoria a Tebes contra Atenes; després d'onze mesos l'illa fou ocupada i reingressà a l'aliança atenenca.
Llavors va sortir cap al nord (366 aC) cap a les ciutats de Sestos i Critote a l'Hel·lespont, que va sotmetre, o segons Corneli Nepot va rebre d'Ariobarzanes de Dascilios en recompensa pel seu ajut, cosa difícil de reconciliar amb la seva negativa anterior a servir-lo.
Aquests èxits van fer que els atenencs el nomenessin comandant a Macedònia (364 aC) amb l'encàrrec de recuperar Amfípolis. Ifícrates havia estat cridat a Atenes i mentre arribava Timoleó el comandament el va tenir Cal·lístenes que va fer un desavantatjós tractat amb Perdicas III de Macedònia. Timoteu des que va agafar el comandament va tractar d'obtenir els serveis de l'aventurer Caridem però aquest es va posar al servei del rei Cotis I dels odrisis de Tràcia, amb els mateixos vaixells que els atenencs l'hi havia donat.
Com que no podia assaltar Amfípolis va decidir atacar Olint, estat al qual va arrabassar Potidea i Torone a les que van seguir totes les ciutats de la península Calcídica. Aquell mateix any va refusar la petició dels nobles d'Heraclea Pòntica per agafar el poder en contra del poble, i també fou el 364 aC que va fer aixecar el setge de Cízic pels perses que havien estat prèviament expulsats de la ciutat segurament amb ajut enviat per Epaminondes de Tebes (això és només una conjectura).
Va atacar Amfípolis (la data no està clara) però fou refusat i llavors va dirigir una expedició contra el Quersonès Traci dominat per Cotis. L'expedició va fracassar i es van haver de cremar els vaixells a l'Estrímon per no deixar-los en mans de l'enemic; la retirada es va fer per terra. En la guerra contra Cotis vers el 363 aC va rebre el suport de Bizanci i va aconseguir força botí (1200 talents de valor).
Vers el 360 aC Timoteu havia incrementat la seva influència política i s'havia reconciliat amb Ifícrates, el fill del qual Menesteu, es va casar amb la seva filla. En aquestos anys va rebre una altra acusació d'Apol·lodor fill de Pasió, que el va acusar de sostreure diners entregats per les seves campanyes (probablement en algun moment entre el 360 aC i el 356 aC) i altre cop el discurs d'Apol·lodor fou escrit per Demòstenes.
El 358 aC quan els tebans van enviar una força militar a Eubea, Timoteu va aconseguir fer aixecar un exèrcit per fer front a l'atac i defensar els interessos atenencs a l'illa.
El 357 aC va esclatar la guerra social i en la segona campanya (356 aC), Timoteu, Ifícrates i Menesteu van dirigir la flota juntament amb Cares, Segons Diodor de Sicília Cares volia enfrontar l'enemic però els tres altres generals s'hi van oposar i Cares els va acusar de traïció; Corneli Nepot diu que Cares va arriscar la batalla imprudentment i fou derrotat, i per salvar-se va donar la culpa als altres generals que no li havien donat suport; Ifícrates i Menesteu foren enjudiciats a instància d'Aristòfon l'Azeni, però foren absolts; en canvi Timoteu, també enjudiciat, fou condemnat a pagar una multa de 100 talents; se l'acusà d'haver rebut suborns de Quios i Rodes i sembla que va confessar que era cert.
No va poder pagar la multa i es va haver d'exiliar a Calcis a Eubea on va morir poc després. Els atenencs van pagar nou dècimes parts de la multa i van deixar al seu fill Conó que pagués la resta (reparant les muralles), com a hereu de Timoteu a qui el deute havia passat.